# Daxi (Taoyuan)
Daxi, auch Dasi (chinesisch 大溪區, Pinyin Dàxī Qū, Tongyong Pinyin Dàsi Cyu), ist ein Bezirk (區, Qū) der regierungsunmittelbaren Stadt  Taoyuan im Nordwesten Taiwans. Bis zum 25. Dezember 2014 war der Bezirk eine eigenständige Stadt im Landkreis Taoyuan.

## Lage
Daxi liegt im Tal des Dahan etwa 30 km südwestlich von Taipeh. Sein Zentrum befindet sich auf einer Terrasse oberhalb des östlichen rechten Flussufers. In den Osten und Süden reicht der Bezirk bis an die bewaldeten Ausläufer des Xueshan-Gebirgszuges, die Höhen bis 667 Meter erreichen. Hier befindet sich am See Cihu das Mausoleum Chiang Kai-sheks. 
An der südlichen Grenze zum Bezirk Fuxing liegt der Stausee Shimen. Weitere Nachbarbezirke sind Longtan und Pingzhen im Westen, Bade im Norden (alle zur Stadt Taoyuan gehörig), Yingge im Nordosten und Sanxia im Osten (beide Neu-Taipeh).
Daxi liegt an der Autobahn 3, die Taipeh mit dem Metropolen Westtaiwans verbindet. Der Bezirk verfügt über keinen Eisenbahnanschluss.

## Geschichte
Das Tal des Dahan war ursprünglich von Angehörigen der Atayal und Ketagalan besiedelt, die den Ort Takoham nannten. Diesen Namen in verschiedenen Variationen wie Dakukan, Dakekan oder Daikekan behielt Daxi bis Anfang des 20. Jahrhunderts. 
Im 18. Jahrhundert trafen die ersten chinesischen Siedler ein. Im 19. Jahrhundert entwickelte sich Daxi zu einem bedeutenden Handelsplatz, von wo aus vorwiegend landwirtschaftliche Produkte aus der Umgebung nach Taipeh und Tamsui verschifft wurden. Begünstigt wurde die Entwicklung der Stadt durch die Kaufmannsfamilie Lin, eine der reichsten Familien Taiwans, die 1803 vor kriegerischen Auseinandersetzungen um Taipeh nach Daxi geflohen war. Nach dem Bau der weiter westlich verlaufenden Eisenbahn 1909 verlor die Binnenschifffahrt auf dem Dahan und damit auch der Handelsplatz Daxi an Bedeutung. Im 20. Jahrhundert gehörte Daxi als eigenständige Stadt dem Landkreis Taoyuan an; nach dessen Umwandlung in eine regierungsunmittelbare Stadt am 25. Dezember 2014 erhielt Daxi den Status eines Bezirks.